# Герб комуни Малунг-Селен
Герб комуни Малунг-Селен (швед. Malung-Sälens kommunvapen) — символ шведської адміністративно-територіальної одиниці місцевого самоврядування комуни Малунг-Селен. 

## Історія
Герб було розроблено для ландскомуни Малунг. Отримав королівське затвердження 1947 року.   
Після адміністративно-територіальної реформи, проведеної в Швеції на початку 1970-х років, муніципальні герби стали використовуватися лишень комунами. Цей герб був 1971 року перебраний для нової комуни Малунг.
Герб комуни офіційно зареєстровано 1975 року.

Герб ландскомуни Ліма (1946–1970)
Герб ландскомуни Малунг (1947–1970)
Герб ландскомуни Транстранд (1947–1970)

## Опис (блазон)
У синьому полі золота підкова вухами додолу, над нею — такий же молоток у балку.

## Зміст
Сюжет герба походить з печатки 1631 року. Молоток і підкова вказують на поширені тут у давнину ковальські промисли та виготовлення підков.